# الرموز العسكرية المشتركة لحلف الناتو
الرموز العسكرية المشتركة لحلف الناتو هي معيار الناتو لرموز الخرائط العسكرية. نُشر هذا المعيار في الأصل عام 1986 باسم «مَنشور الحلفاء الإجرائي 6 ( APP-6 )، الرموز العسكرية لحلف شمال الأطلسي للأنظمة الأرضية» ، وقد تطور المعيار على مر السنين وهو حاليًا في نسخته الخامسة (APP-6D). تم تصميم الرموز لتعزيز قابلية العمل المُشترك والتكامل لقوات حلف الناتو من خلال توفير مجموعة قياسية من الرموز المشتركة. يُشكل المنشور (APP-6) نظامًا واحدًا للرموز العسكرية المشتركة للتشكيلات والوحدات البرية والجوية والفضائية والبحرية، والتي يمكن عرضها إما لأنظمة عرض الخرائط الآلية أو لوضع علامات يدوية على الخرائط. ويغطي جميع الخدمات المشتركة وتستطيع استخدامها.
| أسلوب                          | ودي    | عدائي  | حيادي  | مجهول  |
| ------------------------------ | ------ | ------ | ------ | ------ |
| ممتلئة                         | </img> | </img> | </img> | </img> |
| أحادية اللون (للوسائط الرقمية) | </img> | </img> | </img> | </img> |
| أحادية اللون (لوسائط الطباعة)  | </img> | </img> | </img> | </img> |